# Приштинський університет (1969)
Приштинський університет — заклад вищої освіти, заснований у Соціалістичному автономному краї Косово, Соціалістичної Республіки Сербії (Югославії) у місті Приштина в 1969—1970 навчальних роках; працював до 1999-го року. Після політичних і військових дій розпочатих там у 2000-х роках з університету почали звільнюватися викладачі різних національностей, а в місті з'явилися два нічим не пов'язаних між собою вищі навчальні заклади, які використовують одну назву на різних мовах: албанськомовний університет у Приштині (алб. Universiteti I Prishtinës) і сербськомовний Приштинський університет, який перенесли до Північного Косова.

## Історія

### Передумови для появи
Перші вищі навчальні заклади в Косово були створені в 1958—1969 роках і діяли по-різному: одні незалежно, так і в складі Белградського університету. Оскільки Ліга комуністів Косово просила в той період більшого самоврядування в регіоні, то в листопаді 1968-го року в Косово відбулися масові акції протесту пов'язані з автономією. В результаті, в 1969—1970 роках був заснований Приштинський університет. Першими факультетами нового університету стали: інженерний, медичний, юридичний та філософський, а мовами навчання стали албанська й сербська. Через двомовність навчального процесу Приштинський ВНЗ вже тоді розглядали як два окремих університети.
Албанські лідери Косово погоджували створення університету, але висловили думку, що університет є важливим етапом у досягненні політичної рівності в рамках федерації, а не кінцевою метою. У той час як відкриття університету підтримував Йосип Броз Тіто, за словами лідера комуністів Косово того часу, університет зіткнувся з сильною політичною опозицією сербських комуністів, які вважали його відкриття «передвісником автономії Косово». У 1971-му році серби й чорногорці протестували проти його відкриття.

### 1970-ті роки
У 1970-ті роки університет швидко розвивався, особливо в частині викладання албанською мовою — від 7 712 учнів у 1969-1970 навчальних роках до 43 321 в 1980-1981 роках. Це стало максимальною кількістю студентів, яка колись навчалась у виші. Вважається, що в ідеологічному плані навчальний заклад сприяв «зміцненню албанської національної свідомості» в регіоні. Зокрема, в той період університет став місцем періодичних албанських націоналістичних протестів; вже в 1974-му році щонайменше сотня його студентів були заарештовані за участь у протестних акціях.

### Демонстрації 1981 року
Університет став відправною точкою у студентських протестах у Косові 1981-го року. В той самий час в країні було високе безробіття. Та освічені й обурені своїм становищем албанці ставали джерелом для набору новобранців постійних акцій протесту. Крім того, сербське та чорногорське населення Косово обурювалось «економічним і соціальним тягарем». Цим тягарем вони вважали велику кількість студентів університету. До 1981 року в університеті Приштині був зарахований кожен десятий житель міста.
Демонстрації почались 11 березня 1981 року — спочатку у вигляді стихійного протесту невеликого масштабу, спрямованого на покращення харчування в студентській їдальні й загального поліпшення умов життя в місцевих гуртожитках. Ці акції були розігнані поліцією, але відновилися через два тижні, 26 березня 1981 року. Тепер поліція застосувала силу проти сидячого «страйку» албанських студентів у гуртожитку — 35 осіб були поранені, а 21 студент був заарештований. Насильство проти студентів спровокувало масові демонстрації вже по всій території Косово, що супроводжувалися заворушеннями та численними жертвами.
Після цих демонстрацій частина університетських викладачів і студентів «були очищені» від тих, кого адміністрація визнала «сепаратистами». У той період 226 студентів та працівників ВНЗ були засуджені до позбавлення волі. Максимальне покарання склало п'ятнадцять років в'язниці. Президент університету і два ректори були замінені прихильниками «жорсткої лінії», які проводились комуністичною партією. Університету також було заборонено використовувати підручники, імпортовані з Албанії, а згодом і взагалі стало можна використовувати лише ті книги, що перекладені з сербської мови.
Демонстрації також викликали негативну реакцію серед сербських політиків, а ще університет отримав прізвисько від комуністичних керівників — «фортеця націоналізму».

## 1980-ті роки
У 1980-ті роках університет продовжував підтримувати прохання про зміну статусу Косово, а також поширювати ідеологію Енвера Ходжа та маоїзму, пропагуючи створення Великої Албанії. Між тим, фактична робота університету була практично неможлива через часті албанські демонстрації й політичну боротьбу між сербським та албанським членами адміністрації ВНЗ. Іноді всі гуртожитки були зовсім закриті.

## З 1990 по 1998 рік
Сербський політик, а пізніше й лідер країни, Слободан Мілошевич успішно використовував косовське питання на виборах президента Сербії в 1989-му році[джерело не вказане 2825 днів]. Ще наприкінці 1980-х років, при його безпосередній участі, конституція Сербії була змінена, а автономія Косова — згорнена. Зокрема, управління університетом було передано від провінційної влади Белграду.
Управління провінційних університетів, Університету Приштина та Новосадського університету, розташоване у Воєводині, було передано від провінційних органів влади до Белграда. Університет Приштина був ключовою метою репресій. Як і у випадку з іншою освітою в Косово в той час, чинний навчальний план університету був скасований і замінено новим, розробленим в Белграді. Албанські викладачі та студенти широко відмовлялися приймати нові навчальні програми та освітні зміни, внесені сербським парламентом, також протестували проти постійного скорочення автономії Косова в цілому. Отже, багато албанських викладачів були звинувачені в порушенні Сербського закону про освіту, звільнені та замінені сербами. У деяких випадках звільнення було зроблено з інших причин (наприклад, «за відсутність у будівлі факультету протягом робочого дня») [5]. Ректор, професор Еджу Статовці, був посаджений у в'язницю після написання листа із проханням повернути університетські будівлі албанському факультету та студентам. Його сербська заміна, професор Радіво Папович, пояснив офіційні міркування змін, внесених в університет: Нашим першим завданням було позбутися ненависті до всього сербського, яка накопичилася тут десятиліттями … Це фабрика зла, створена з основним наміром знищити Сербію та сербське ім'я … тепер знищена завдяки узгодженим діям уряду та університетського персоналу … Наш університет має кінцеву мету — відновлення сербської думки в Косово та Метохії.
Папович вважався албанцями як значний символ сербського гніту в Косові, 16 січня 1997 року він був серйозно поранений під час автомобільного вибуху членами визвольної армії Косова (КАС) Наіт Хасані.

## Відомі випускники
- Хайро Улкінаку — чорногорський письменник
- Влора Читаку — косовсько-албанська політична діячка і дипломат. Посол Республіки Косово в США з серпня 2015 року[4]. Раніше вона обіймала посаду генерального консула Республіки Косово в Нью-Йорку.